# Opius haeselbarthi
Opius haeselbarthi är en stekelart som beskrevs av Fischer 1972. Opius haeselbarthi ingår i släktet Opius och familjen bracksteklar. Inga underarter finns listade i Catalogue of Life.